# 海珠湿地公园
广东广州海珠国家湿地公园（简称“海珠湿地”），属半自然果林复合湿地生态系统，俗称“万亩果园”，被誉为“广州绿心”，位于广州市海珠区东南部，北面琶洲会展，南望广州大学城，东临国际生物岛，西跨城市新中轴其中，总面积1100公顷，水域面积达380公顷，核心区域869公顷为国家湿地公园建设范围，荣获中国人居环境范例奖。2023年3月被评为国家4A级旅游景区。